# Thelotrema albidopallens
Thelotrema albidopallens är en lavart som beskrevs av Nyl. 1873. Thelotrema albidopallens ingår i släktet Thelotrema och familjen Thelotremataceae.   Inga underarter finns listade i Catalogue of Life.